# Canton de Montagne Basque
Le canton de Montagne Basque est une circonscription électorale française du département des Pyrénées-Atlantiques.

## Histoire
Un nouveau découpage territorial des Pyrénées-Atlantiques entre en vigueur à l'occasion des élections départementales de 2015. Il est défini par le décret du 25 février 2014, en application des lois du 17 mai 2013 (loi organique 2013-402 et loi 2013-403). Les conseillers départementaux sont, à compter de ces élections, élus au scrutin majoritaire binominal mixte. Les électeurs de chaque canton élisent au Conseil départemental, nouvelle appellation du Conseil général, deux membres de sexe différent, qui se présentent en binôme de candidats. Les conseillers départementaux sont élus pour 6 ans au scrutin binominal majoritaire à deux tours, l'accès au second tour nécessitant 12,5 % des inscrits au 1er tour. En outre la totalité des conseillers départementaux est renouvelée. Ce nouveau mode de scrutin nécessite un redécoupage des cantons dont le nombre est divisé par deux avec arrondi à l'unité impaire supérieure si ce nombre n'est pas entier impair, assorti de conditions de seuils minimaux. Dans les Pyrénées-Atlantiques, le nombre de cantons passe ainsi de 52 à 27.
Le canton de Montagne Basque est formé de communes des anciens cantons de Saint-Jean-Pied-de-Port (19 communes), de Mauléon-Licharre (19 communes), de Tardets-Sorholus (16 communes), de Saint-Étienne-de-Baïgorry (11 communes) et de Navarrenx (1 commune). Avec ce redécoupage administratif, le territoire du canton s'affranchit des limites d'arrondissements, avec 30 communes incluses dans l'arrondissement de Bayonne et 36 dans l'arrondissement d'Oloron-Sainte-Marie. Le bureau centralisateur est situé à Mauléon-Licharre.

## Représentation
| Période élective | Période élective | Mandat | Mandat   | Identité               | Nuance | Nuance | Qualité |
| ---------------- | ---------------- | ------ | -------- | ---------------------- | ------ | ------ | --- |
| 2015             | 2021             | 2015   | 2021     | Jean-Pierre Mirande    |        | MoDem  | Technicien, maire de Garindein Ancien conseiller général du Canton de Mauléon-Licharre (1994-2015) Conseiller départemental délégué au Commerce, à l'Industrie, à l'Artisanat et aux PME-PMI |
| 2015             | 2021             | 2015   | 2021     | Annick Trounday Idiart |        | LREM   | Psychologue et directrice de crèche, Lasse Conseillère départementale déléguée à l'Enfance et à la Famille                                                                                   |
| 2021             | 2028             | 2021   | en cours | Jean Pierre Mirande    |        | MoDem  | Conseiller sortant, Vice-Président du conseil départemental |
| 2021             | 2028             | 2021   | en cours | Annick Trounday Idiart |        | LREM   | Conseillère sortante, Vice-Présidente du conseil départemental |

### Résultats détaillés

#### Élections de mars 2015
À l'issue du 1er tour des élections départementales de 2015, deux binômes sont en ballottage : Jean-Pierre Mirande et Annick Trounday Idiart (DVD, 27,98 %) et Léonie Aguergaray et Antton Curutcharry (EHBai, 22,05 %). Le taux de participation est de 58,72 % (12 482 votants sur 21 258 inscrits) contre 52,8 % au niveau départemental et 50,17 % au niveau national.
Au second tour, Jean-Pierre Mirande et Annick Trounday Idiart (DVD) sont élus avec 57,13 % des suffrages exprimés et un taux de participation de 59,66 % (6 561 voix pour 12 688 votants et 21 266 inscrits).

#### Élections de juin 2021
Le premier tour des élections départementales de 2021 est marqué par un très faible taux de participation (33,26 % au niveau national). Dans le canton de Montagne Basque, ce taux de participation est de 47,27 % (9 730 votants sur 20 585 inscrits) contre 38,82 % au niveau départemental. À l'issue de ce premier tour, deux binômes sont en ballottage : Jean Pierre Mirande et Annick Trounday Idiart (Union au centre, 51,95 %) et François Camus et Anita Lopepe (Rég, 36,92 %).
Le second tour des élections est marqué une nouvelle fois par une abstention massive équivalente au premier tour. Les taux de participation sont de 34,36 % au niveau national, 40,13 % dans le département et 50,06 % dans le canton de Montagne Basque. Jean Pierre Mirande et Annick Trounday Idiart (Union au centre) sont élus avec 59,2 % des suffrages exprimés (5 702 voix pour 10 299 votants et 20 574 inscrits),,.

## Composition
Le canton de Montagne Basque comprend soixante-six communes entières.
| Nom                                      | Code Insee | Intercommunalité  | Superficie (km2) | Population (dernière pop. légale) | Densité (hab./km2) | Modifier                                    |
| ---------------------------------------- | ---------- | ----------------- | ---------------- | --------------------------------- | ------------------ | ------------------------------------------- |
| Mauléon-Licharre (bureau centralisateur) | 64371      | CA du Pays Basque | 12,80            | 2 975 (2022)                      | 232                | modifier les données · modifier les données |
| Ahaxe-Alciette-Bascassan                 | 64008      | CA du Pays Basque | 14,64            | 262 (2022)                        | 18                 | modifier les données · modifier les données |
| Aincille                                 | 64011      | CA du Pays Basque | 6,26             | 114 (2022)                        | 18                 | modifier les données · modifier les données |
| Ainharp                                  | 64012      | CA du Pays Basque | 14,07            | 128 (2022)                        | 9,1                | modifier les données · modifier les données |
| Ainhice-Mongelos                         | 64013      | CA du Pays Basque | 10,30            | 167 (2022)                        | 16                 | modifier les données · modifier les données |
| Alçay-Alçabéhéty-Sunharette              | 64015      | CA du Pays Basque | 34,40            | 207 (2022)                        | 6,0                | modifier les données · modifier les données |
| Aldudes                                  | 64016      | CA du Pays Basque | 23,27            | 327 (2022)                        | 14                 | modifier les données · modifier les données |
| Alos-Sibas-Abense                        | 64017      | CA du Pays Basque | 5,78             | 305 (2022)                        | 53                 | modifier les données · modifier les données |
| Anhaux                                   | 64026      | CA du Pays Basque | 12,33            | 383 (2022)                        | 31                 | modifier les données · modifier les données |
| Arnéguy                                  | 64047      | CA du Pays Basque | 21,21            | 238 (2022)                        | 11                 | modifier les données · modifier les données |
| Arrast-Larrebieu                         | 64050      | CA du Pays Basque | 7,56             | 92 (2022)                         | 12                 | modifier les données · modifier les données |
| Ascarat                                  | 64066      | CA du Pays Basque | 5,82             | 344 (2022)                        | 59                 | modifier les données · modifier les données |
| Aussurucq                                | 64081      | CA du Pays Basque | 47,12            | 235 (2022)                        | 5,0                | modifier les données · modifier les données |
| Banca                                    | 64092      | CA du Pays Basque | 49,60            | 355 (2022)                        | 7,2                | modifier les données · modifier les données |
| Barcus                                   | 64093      | CA du Pays Basque | 46,93            | 645 (2022)                        | 14                 | modifier les données · modifier les données |
| Béhorléguy                               | 64107      | CA du Pays Basque | 20,58            | 69 (2022)                         | 3,4                | modifier les données · modifier les données |
| Berrogain-Laruns                         | 64115      | CA du Pays Basque | 2,68             | 156 (2022)                        | 58                 | modifier les données · modifier les données |
| Bidarray                                 | 64124      | CA du Pays Basque | 38,20            | 675 (2022)                        | 18                 | modifier les données · modifier les données |
| Bussunarits-Sarrasquette                 | 64154      | CA du Pays Basque | 12,04            | 211 (2022)                        | 18                 | modifier les données · modifier les données |
| Bustince-Iriberry                        | 64155      | CA du Pays Basque | 5,67             | 104 (2022)                        | 18                 | modifier les données · modifier les données |
| Camou-Cihigue                            | 64162      | CA du Pays Basque | 10,08            | 105 (2022)                        | 10                 | modifier les données · modifier les données |
| Caro                                     | 64166      | CA du Pays Basque | 4,01             | 174 (2022)                        | 43                 | modifier les données · modifier les données |
| Charritte-de-Bas                         | 64187      | CA du Pays Basque | 7,40             | 245 (2022)                        | 33                 | modifier les données · modifier les données |
| Chéraute                                 | 64188      | CA du Pays Basque | 35,26            | 1 048 (2022)                      | 30                 | modifier les données · modifier les données |
| Espès-Undurein                           | 64214      | CA du Pays Basque | 9,78             | 501 (2022)                        | 51                 | modifier les données · modifier les données |
| Estérençuby                              | 64218      | CA du Pays Basque | 45,87            | 304 (2022)                        | 6,6                | modifier les données · modifier les données |
| Etchebar                                 | 64222      | CA du Pays Basque | 8,23             | 74 (2022)                         | 9,0                | modifier les données · modifier les données |
| Gamarthe                                 | 64229      | CA du Pays Basque | 9,91             | 127 (2022)                        | 13                 | modifier les données · modifier les données |
| Garindein                                | 64231      | CA du Pays Basque | 6,87             | 459 (2022)                        | 67                 | modifier les données · modifier les données |
| Gotein-Libarrenx                         | 64247      | CA du Pays Basque | 11,75            | 473 (2022)                        | 40                 | modifier les données · modifier les données |
| Haux                                     | 64258      | CA du Pays Basque | 17,01            | 85 (2022)                         | 5,0                | modifier les données · modifier les données |
| L'Hôpital-Saint-Blaise                   | 64264      | CA du Pays Basque | 2,11             | 56 (2022)                         | 27                 | modifier les données · modifier les données |
| Idaux-Mendy                              | 64268      | CA du Pays Basque | 9,67             | 271 (2022)                        | 28                 | modifier les données · modifier les données |
| Irouléguy                                | 64274      | CA du Pays Basque | 9,38             | 366 (2022)                        | 39                 | modifier les données · modifier les données |
| Ispoure                                  | 64275      | CA du Pays Basque | 7,85             | 671 (2022)                        | 85                 | modifier les données · modifier les données |
| Jaxu                                     | 64283      | CA du Pays Basque | 10,65            | 210 (2022)                        | 20                 | modifier les données · modifier les données |
| Lacarre                                  | 64297      | CA du Pays Basque | 4,40             | 175 (2022)                        | 40                 | modifier les données · modifier les données |
| Lacarry-Arhan-Charritte-de-Haut          | 64298      | CA du Pays Basque | 23,32            | 117 (2022)                        | 5,0                | modifier les données · modifier les données |
| Laguinge-Restoue                         | 64303      | CA du Pays Basque | 6,00             | 155 (2022)                        | 26                 | modifier les données · modifier les données |
| Larrau                                   | 64316      | CA du Pays Basque | 126,80           | 185 (2022)                        | 1,5                | modifier les données · modifier les données |
| Lasse                                    | 64322      | CA du Pays Basque | 14,79            | 337 (2022)                        | 23                 | modifier les données · modifier les données |
| Lecumberry                               | 64327      | CA du Pays Basque | 58,09            | 184 (2022)                        | 3,2                | modifier les données · modifier les données |
| Lichans-Sunhar                           | 64340      | CA du Pays Basque | 3,43             | 85 (2022)                         | 25                 | modifier les données · modifier les données |
| Lichos                                   | 64341      | CA du Pays Basque | 3,38             | 133 (2022)                        | 39                 | modifier les données · modifier les données |
| Licq-Athérey                             | 64342      | CA du Pays Basque | 17,87            | 192 (2022)                        | 11                 | modifier les données · modifier les données |
| Menditte                                 | 64378      | CA du Pays Basque | 6,33             | 207 (2022)                        | 33                 | modifier les données · modifier les données |
| Mendive                                  | 64379      | CA du Pays Basque | 41,77            | 162 (2022)                        | 3,9                | modifier les données · modifier les données |
| Moncayolle-Larrory-Mendibieu             | 64391      | CA du Pays Basque | 16,27            | 289 (2022)                        | 18                 | modifier les données · modifier les données |
| Montory                                  | 64404      | CA du Pays Basque | 20,45            | 314 (2022)                        | 15                 | modifier les données · modifier les données |
| Musculdy                                 | 64411      | CA du Pays Basque | 24,06            | 225 (2022)                        | 9,4                | modifier les données · modifier les données |
| Ordiarp                                  | 64424      | CA du Pays Basque | 29,71            | 552 (2022)                        | 19                 | modifier les données · modifier les données |
| Ossas-Suhare                             | 64432      | CA du Pays Basque | 7,17             | 89 (2022)                         | 12                 | modifier les données · modifier les données |
| Ossès                                    | 64436      | CA du Pays Basque | 42,38            | 876 (2022)                        | 21                 | modifier les données · modifier les données |
| Roquiague                                | 64468      | CA du Pays Basque | 10,44            | 121 (2022)                        | 12                 | modifier les données · modifier les données |
| Saint-Étienne-de-Baïgorry                | 64477      | CA du Pays Basque | 69,44            | 1 540 (2022)                      | 22                 | modifier les données · modifier les données |
| Saint-Jean-le-Vieux                      | 64484      | CA du Pays Basque | 11,64            | 878 (2022)                        | 75                 | modifier les données · modifier les données |
| Saint-Jean-Pied-de-Port                  | 64485      | CA du Pays Basque | 2,73             | 1 487 (2022)                      | 545                | modifier les données · modifier les données |
| Saint-Martin-d'Arrossa                   | 64490      | CA du Pays Basque | 18,43            | 544 (2022)                        | 30                 | modifier les données · modifier les données |
| Saint-Michel                             | 64492      | CA du Pays Basque | 30,30            | 288 (2022)                        | 9,5                | modifier les données · modifier les données |
| Sainte-Engrâce                           | 64475      | CA du Pays Basque | 72,69            | 172 (2022)                        | 2,4                | modifier les données · modifier les données |
| Sauguis-Saint-Étienne                    | 64509      | CA du Pays Basque | 8,81             | 169 (2022)                        | 19                 | modifier les données · modifier les données |
| Tardets-Sorholus                         | 64533      | CA du Pays Basque | 14,99            | 579 (2022)                        | 39                 | modifier les données · modifier les données |
| Trois-Villes                             | 64537      | CA du Pays Basque | 6,39             | 141 (2022)                        | 22                 | modifier les données · modifier les données |
| Uhart-Cize                               | 64538      | CA du Pays Basque | 11,66            | 795 (2022)                        | 68                 | modifier les données · modifier les données |
| Urepel                                   | 64543      | CA du Pays Basque | 26,44            | 274 (2022)                        | 10                 | modifier les données · modifier les données |
| Viodos-Abense-de-Bas                     | 64559      | CA du Pays Basque | 12,71            | 748 (2022)                        | 59                 | modifier les données · modifier les données |
| Canton de Montagne Basque                | 6412       |                   | 1 339,98         | 25 174 (2022)                     | 19                 | modifier les données                        |

## Démographie
En 2022, le canton comptait 25 174 habitants, en évolution de −0,83 % par rapport à 2016 (Pyrénées-Atlantiques : +3,78 %, France hors Mayotte : +2,11 %).
| 2013   | 2018   | 2022   |
| ------ | ------ | ------ |
| 25 572 | 25 216 | 25 174 |